# 局契約
局契約（きょくけいやく）は、放送局所属アナウンサー・キャスター・記者（主にNHK出身者。稀に民放局出身者のケースもある）が所属局退職後に放送局と単位で出演契約すること。
フリーに転身すると芸能人となるため、番組契約するのが原則であるが、局契約した場合は他局の番組には原則出演できないというリスクを背負いつつも、契約局の番組出演が確約されるという利点がある。事実上、契約社員や嘱託社員と同義と言える。
フリー転身直後は放送局と局契約を結び、軌道に乗ったら完全フリーに、というパターンが多い。

## これまで局契約していたことがある主な人物
特記の無い人物はNHKからの移籍。NHKの場合は嘱託として残留。

### NHK（NHK放送センター）
- 高橋圭三（1961年 - 1962年）
- 今福祝（1968年 - 1970年）
- 福島敦子（1988年 - 1992年） - 中部日本放送から移籍。
- 羽佐間正雄（1988年 - 1993年）
- 久保純子（2002年 - 2004年）
- 三宅民夫（NHK、2012年 - 2017年）
- 徳田章（NHK、2012年 - 2017年）
- 小野塚康之（NHK大阪、2017年 - 2019年）

### 日本テレビ
- 酒井広（1982年 - 1987年）
- 生方恵一（1985年 - 1988年）
- 加藤亜希子（2006年 - 2013年） - 元中京テレビ放送アナウンサー。タレントユニオン → TCPアーチストからの出向者。

### TBS
- 五木田武信（1972年 - 1978年）
- 野村泰治（1975年 - 1988年）
- 草野仁（1985年 - 1991年）
- 森本毅郎（1985年 - 1996年）
- 池田裕子（1986年 - 1987年） - 局契約時代のドラマ出演をきっかけに女優業に進出
- 料治直矢（1995年 - 1997年）
- 山本文郎（1994年 - 1996年） - 定年3か月前に個人事務所を設立して局契約へ移行。
- 中井亜希（1996年 - 1998年）
- 草野満代（1997年 - 2006年）

### フジテレビ
- 小川宏（1966年 - 1987年ごろ[いつ?]）
- 大塚範一（1994年 - 2002年ごろ[いつ?]）
- 宮川俊二（1994年 - 2003年）
- 滝川クリステル（2000年 - 2009年） - 当初は共同テレビジョンからの出向社員であった。その後も専属契約の形を取っていた。
- 武藤まき子（1982年 - 2016年） - 中国放送出身。フリー転向後、ワイドショー番組の芸能リポーターとして専属出演した。

### テレビ朝日
- 千田正穂（1989年 - 1991年ごろ[いつ?]） - NHK → ホリプロからの出向者。
- 畑恵（1989年 - 1992年） - その後は参議院議員を経て作新学院理事長に就任。
- 小島一慶（1990年 - 1991年ごろ[いつ?]） - TBSから移籍。
- 長島三奈（1991年 - 2000年正社員 → 2001年 - 2013年嘱託社員） - テレビ朝日スポーツ部記者。退職していたが、後に嘱託で復帰した。
- 古舘伊知郎（2004年 - 2016年） - 元テレビ朝日アナウンサー（1977年 - 1984年）。テレビ朝日退社後はフリーであった。

### テレビ東京
- 平光淳之助（1981年ごろ[いつ?]）

### 各局
- 木島則夫（NHK → NETテレビ（現・テレビ朝日、1964年 - 1968年） → 日本テレビ（1968年 - 1971年））
- 田丸美寿々（フジテレビ退社後、フリーを経てテレビ朝日（1986年 - 1994年） → TBS（1994年 - 2010年））

### 朝日放送
- 植草貞夫（1992年 - 1998年） - 定年後も概ね1998年まで[独自研究?]専属出演。プロ野球は概ね1994年ごろ[いつ?]まで[独自研究?]担当。
- 楠淳生（朝日放送、2017年 - 2018年）

### 毎日放送
- 角淳一（2004年 - 2011年） - 定年後も2011年まで専属パーソナリティとして勤務。
- 伊東正治（2011年 - 2016年） - 定年後も2016年まで専属シニアスタッフとしてアナウンスを担当。
- 野村啓司（2008年 - 2013年） - 他部署への異動後ならびに定年後にも専属チーフパーソナリティとして勤務。

### 関西テレビ放送
- 杉山一雄（2006年 - 2011年）
- 桑原征平（2004年 - 2009年ごろ[いつ?]） - 2009年ごろ[いつ?]まで関連会社・メディアプルポ所属の扱いで専属契約。ただしこの間、テレビ大阪の番組とABCラジオの番組にも出演していた。
- 岡本栄（2011年 - 2012年） - 三重県伊賀市市長に就任するまで嘱託として在籍。

## 局契約中の主な人物
- 後藤繁栄（ごとう しげよし、NHK放送研修センター・日本語センター、2011年 - ）
- 千北英倫子（ちきた えりこ、長崎国際テレビ → 日本テレビ日テレNEWS24専属、2014年 - ）
- 膳場貴子（ぜんば たかこ、TBS、2006年 - ）
- 木村太郎（きむら たろう、フジテレビ、1988年 - ） - ただし、『そこまで言って委員会NP』（読売テレビ）など他系列番組への出演も時折ある。逗子・葉山コミュニティ放送代表を兼務。
- 谷口英明（たにぐち ひであき、サンテレビ、2015年 - ）
- 塩見祐子（しおみ ゆうこ、KBS京都、2015年 - ）
- 飛鳥井雅和 (あすかい まさかず、KBS京都、2002年 - )
- 渡辺宜嗣（わたなべ のりつぐ、テレビ朝日、2015年 - ）
- 寺島尚正（てらしま なおまさ、文化放送、2018年 - ）
- 野村邦丸（のむら くにまる、文化放送、2017年 - ）
- 大越健介（おおこし けんすけ、テレビ朝日、2021年 - ） - NHK報道記者を定年後就任（非アナウンサー）
- 青井実（あおい みのる、フジテレビ、2024年 - ）